# Catastrofetheorie
De term catastrofetheorie slaat op een geheel van wiskundige en filosofische verhandelingen, voornamelijk uit de jaren 1960 en 1970, waarin gepoogd wordt natuurverschijnselen op een zeer algemeen niveau uit te leggen aan de hand van de classificatie van singulariteiten van differentieerbare functies.
Het uitgangspunt is een opmerking van René Thom dat waarneembare objecten in de natuur hun vorm niet ontlenen aan regelmatige, homogene media, maar precies aan de randgebieden waar overgangen tussen toestanden geschieden. Hij identificeert toestands-overgangen met singulariteiten van differentieerbare functies (nulpunten van de afgeleide).
De interessantste singulariteiten, vanuit het standpunt van de vormgeving (morfogenese), zijn ontaard. Immers, het gedrag van een functie in de buurt van een niet-ontaarde singulariteit wordt, eventueel op een kleine vervorming na, volledig beschreven door de matrix van haar tweede partiële afgeleiden, meer bepaald door diens signatuur (het verschil tussen het aantal positieve en negatieve eigenwaarden).
Thom beperkt zijn studie bovendien tot stabiele singulariteiten. Hij gaat ervan uit dat een natuurverschijnsel pas consistent waarneembaar wordt, als het ongewijzigd blijft onder kleine storingen.
Wiskundig is de catastrofetheorie de classificatie van differentieerbare kiemen. Onder bepaalde voorwaarden van stabiliteit en regulariteit zijn alle differentieerbare kiemen te herleiden tot zeven basistypes, met namen die tot de verbeelding spreken of minstens plastisch klinken:
| naam                        | prototype                    |
| --------------------------- | ---------------------------- |
| plooi                       | {\displaystyle x^{3}+y^{2}}  |
| doorn                       | {\displaystyle x^{4}+y^{2}}  |
| zwaluwstaart                | {\displaystyle x^{5}+y^{2}}  |
| vlinder                     | {\displaystyle x^{6}+y^{2}}  |
| hyperbolisch naveloppervlak | {\displaystyle x^{3}+xy^{2}} |
| elliptisch naveloppervlak   | {\displaystyle x^{3}-xy^{2}} |
| parabolisch naveloppervlak  | {\displaystyle x^{4}+xy^{2}} |
Catastrofetheorie raakte wijd verspreid, ook buiten de wereld der professionele wiskundigen, vooral door het populariserende werk van een groep wiskundigen aan de universiteit van Warwick. Enkele bekende auteurs van die school zijn Erik Christopher Zeeman, Tim Poston en Ian Stewart. Hun werk omvatte originele inzichten in onder meer de biologie en de gedragswetenschappen.
Het ambitieuze programma van de catastrofetheorie (ogenschijnlijk, de verklaring van alle natuurverschijnselen) oogstte kritiek. Met name de neiging om in de meest uiteenlopende alledaagse verschijnselen de zeven standaardcatastrofen te herkennen, heeft hier en daar methodologische twijfels opgeroepen.